# Chiesa di San Giovanni Decollato (Nepi)
La Chiesa di San Giovanni Decollato sorge a Nepi, in provincia di Viterbo e diocesi di Civita Castellana, nel centrale quartiere della Ripa, in piazza San Giovanni.

## Storia
Sia la chiesa che gli ambienti annessi, vennero edificati nel 1564 ad opera della Venerabile Confraternita di San Giovanni Decollato, la quale tuttora ne è proprietaria e custode. L'intera struttura è stata negli anni ottanta del secolo scorso, restaurata e riaperta al culto, dopo che per lunghi anni, la chiesa aveva subito crolli e abbandono.
La chiesa fu costruita e concepita per ospitare l'omonima Confraternita e per svolgere quella che fino a qualche decennio fa era la principale funzione della Confraternita stessa: recuperare i cadaveri di coloro che erano morti in aperta campagna. Oppure dare degna sepoltura a coloro che non potevano permettersela o a chi non ne aveva diritto, come i condannati a morte per certi gravi reati. Per questa sua macabra funzione è anche conosciuta come chiesa della Bonamorte o della Misericordia.

## Descrizione

### L'esterno
La facciata molto semplice, è scandita da quattro lesene a sostegno di un ampio timpano triangolare. Sulla trabeazione corre la scritta DIVO IOANNI BAPTISTAE PRAECURSORI, ET MARTYRI MDCCCL (San Giovanni Battista precursore e martire 1850). La data indica l'anno in cui la facciata venne definitivamente terminata.

### L'interno

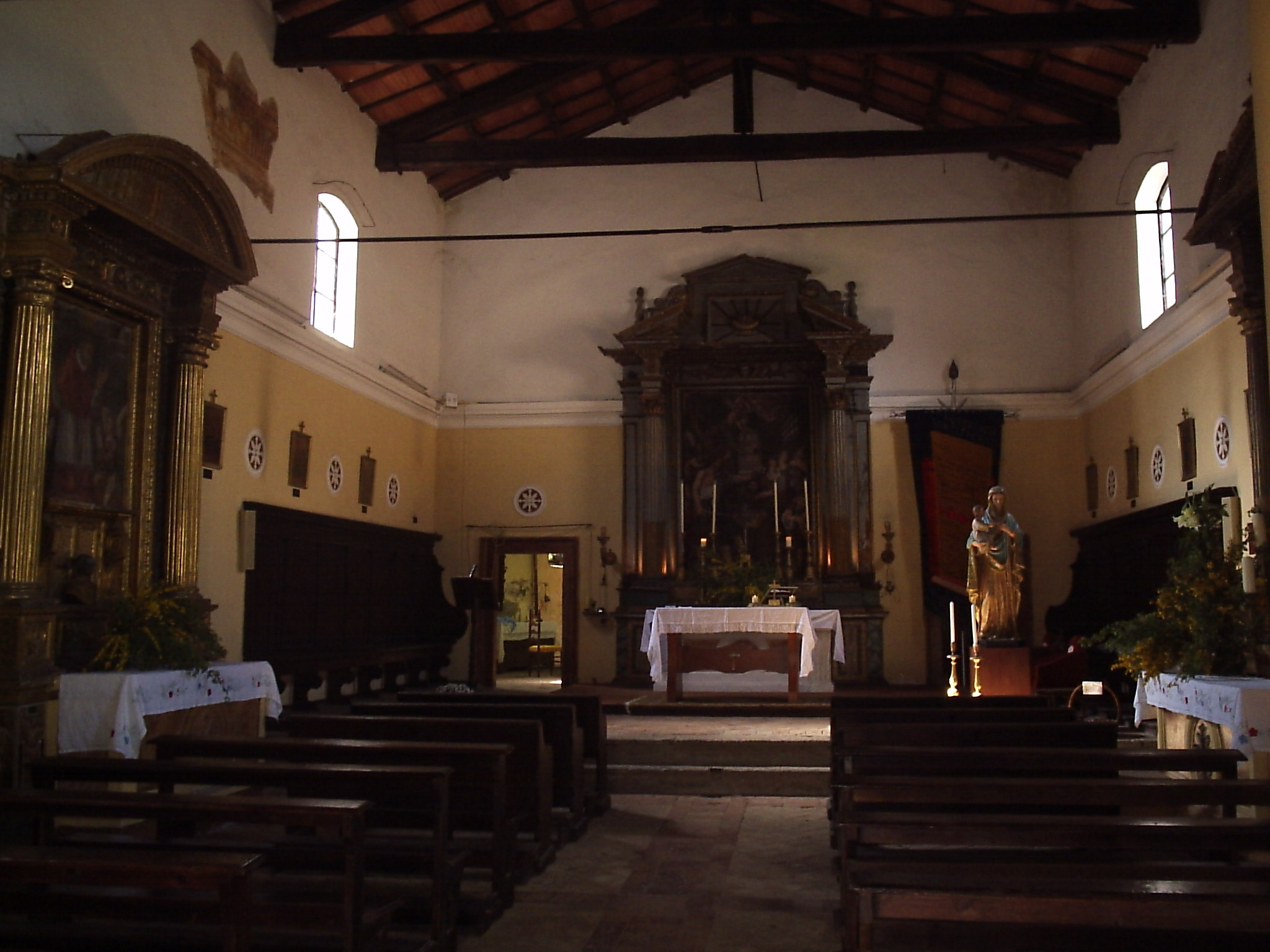
L'interno ad aula unica della Chiesa di San Giovanni Decollato di Nepi

L'interno ad aula unica, con presbiterio rialzato da due gradini in peperino, mostra ancora intatta la struttura tipica delle chiese sorte nel periodo e nello spirito della controriforma. Lungo le pareti, si notano ancora i resti della precedente decorazione pittorica ad affresco, della seconda metà del XVI secolo. Tre altari lignei dei primi del XVII secolo ne arricchiscono l'interno.

#### Presbiterio

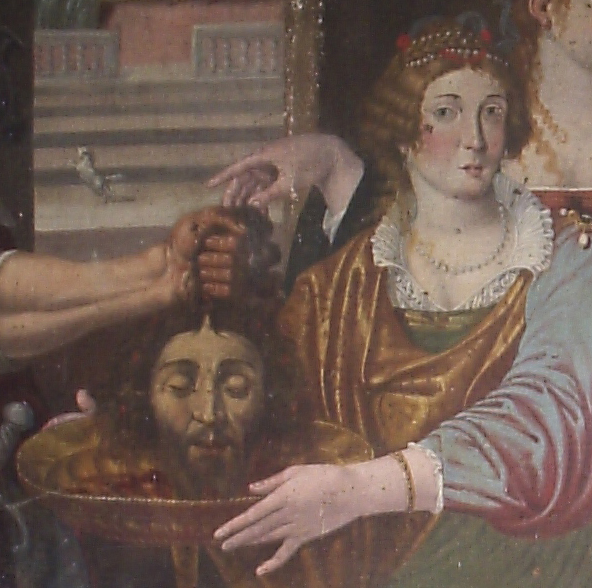
Dettaglio della tela di autore ignoto del XVII secolo, posta sull'altare maggiore, raffigurante la decollazione di San Giovanni Battista. Nell'immagine la scena centrale con Salomè che porge il piatto al boia che ha appena reciso la testa del Santo

L'altare principale, posto nella zona presbiteriale, è dedicato al Santo titolare. Nonostante sia rovinato, è però interessante per aver mantenuto ancora l'originale colorazione azzurrina, intervallata da parti dorate. Due colonne scanalate sorreggono il timpano spezzato, al centro del quale è posto lo stemma della Venerabile Confraternita, la testa del Battista nel vassoio, da cui si irradiano raggi di luce. Al centro dell'edicola si ammira l'ampia tela, raffigurante la decapitazione del Battista. La pregevole opera di cui rimane anonimo il pittore, è coeva all'altare. In primo piano la scena principale si svolge all'interno di una lugubre prigione. Al centro della composizione la testa recisa di San Giovanni tenuta per i capelli dal boia, il quale con l'altra mano tiene la spada ancora sguainata. Dall'altra parte la figura di Salomè gli porge il piatto d'oro. In basso il corpo acefalo del Santo, dal cui collo reciso esce copioso sangue. A destra il compatto gruppo di figure muliebri e di un paggetto. Si riconosce Salomè, riccamente vestita e la madre, rappresentata come una truce anziana che assiste soddisfatta alla scena, mentre si strofina le mani. Tutt'intorno altri personaggi secondari fanno da corollario. A sinistra dietro il boia, gli altri carcerati assistono sconvolti all'esecuzione. Impassibili invece appaiono gli altri soldati presenti. A destra fa da contraltare l'orrore contenuto e composto del gruppo dei cortigiani. In alto due angioletti portano in cielo il bastone del Santo con un cartiglio recante la scritta "Ecce Agnus Dei". Sullo sfondo la prospettiva si apre su un'ampia sala dove è imbandito il banchetto di Erode, che procede indifferente al dramma. Un primitivo altare, si conserva tuttora dietro all'apparato decorativo attuale. Un grande affresco della seconda metà del Cinquecento, posto all'interno di una nicchia, raffigura ancora una volta la decollazione di San Giovanni. Ignoto è l'autore, probabilmente di scuola locale. Nell'intradosso della nicchia, tutta una serie di decorazioni fitomorfe completano l'apparato.
Ai lati dell'altare, due porte danno accesso agli altri ambienti, mentre lateralmente si trovano gli scranni lignei dove in passato sedevano i Confratelli per compiere le varie orazioni quotidiane.
A destra dell'altare, su di un semplice basamento, si venera la statua della Madonna di Santapace. La statua in gesso, risale alla fine del XIX secolo. Magnificamente rappresentata come regina, la Vergine reca in braccio il Bambino, con il quale è in atteggiamento di dialogo. Restaurata anni fa, è stata donata da privati a questa chiesa e qui esposta alla venerazione.
Sempre nella parte destra, appoggiato al muro, il grande stendardo della Misericordia, realizzato nel 2004 dall'artista Confratello Giovanni Di Lorenzo. L'opera alta oltre quattro metri, è stata realizzata componendo velluti colorati, mentre la scultorea asta è in acciaio. Viene portata per le processioni principali dell'anno, insieme allo stendardo storico della Confraternita.

#### Navata

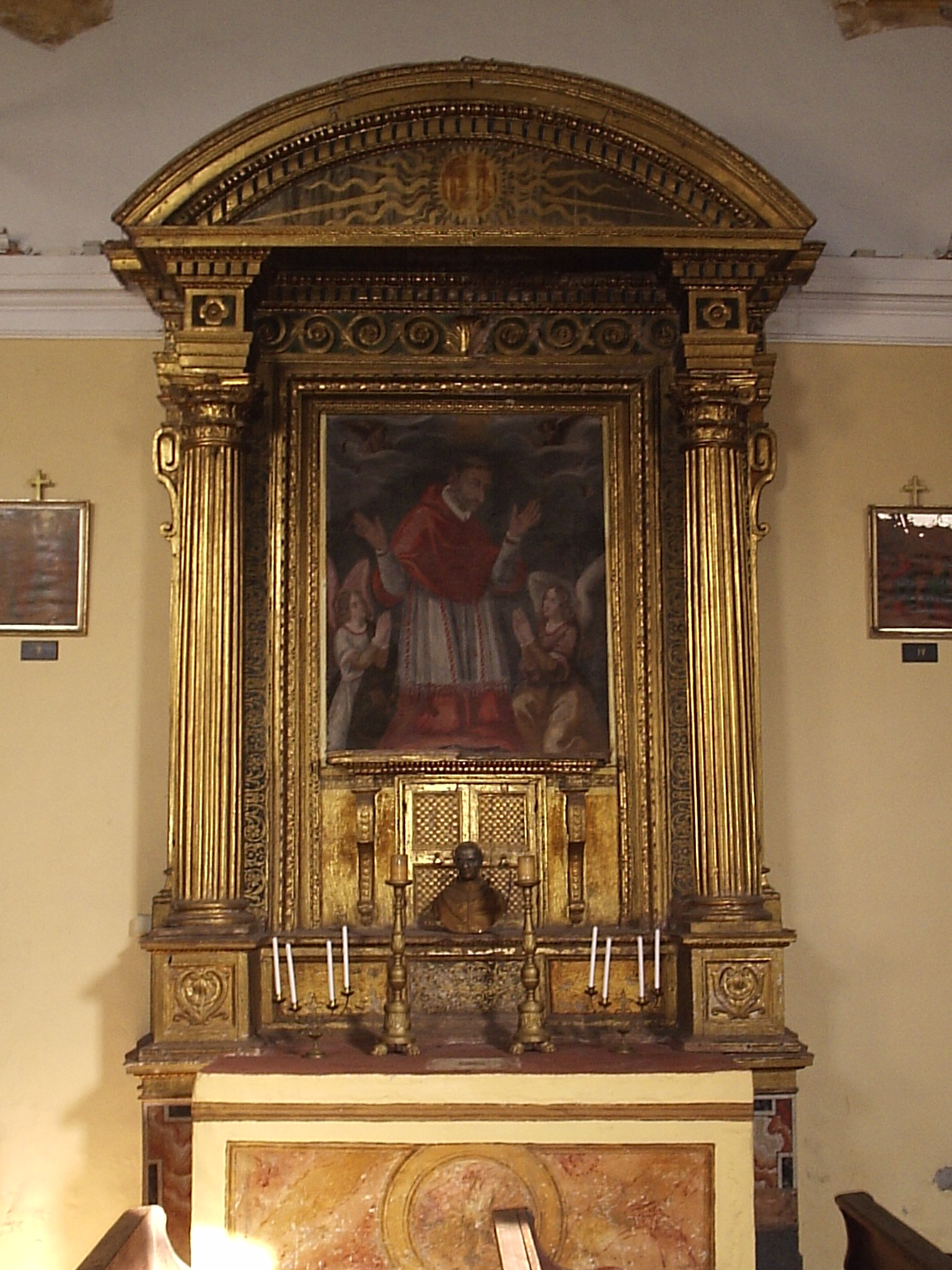
L'altare ligneo dedicato a San Carlo Borromeo, posto sul fianco sinistro della navata. L'autore del quadro è ignoto, mentre l'altare dei primi del Seicento, probabilmente è stato realizzato da una bottega romana, come anche gli altri due che si trovano nella stessa chiesa.San Carlo fu Amministratore Apostolico dell'allora Diocesi di Nepi e Sutri. In basso sull'altare, il busto-reliquiario raffigurante lo stesso santo

Scendendo dal presbiterio, sono due gli altari che specularmente fiancheggiano l'unica navata. Quello di destra, è dedicato alla Madonna di Costantinopoli. In passato qui esisteva un precedente altare consacrato a Santa Elisabetta, di cui si conserva tuttora l'affresco dietro all'attuale tela. Nei primi anni del Seicento, due nobili nepesini decisero di far realizzare l'altare ligneo policromo e dorato in cui posero l'immagine su tela della Madonna di Costantinopoli, sempre da loro commissionata ad un ignoto artista. Le linee dell'altare, probabilmente realizzato dalla stessa bottega di quello principale, sono molto più semplici, ma al contempo più ricca risulta essere la decorazione scultorea, con girali fitomorfi a bassorilievo. Ricca e variegata la policromia, benché andrebbe condotto uno studio più approfondito finalizzato alla definizione della sua conformazione originaria e delle manomissioni e restauri più o meno consoni dei secoli successivi. Dei tre altari presenti in San Giovanni, questo risulta essere il più deteriorato, soprattutto nella parte superiore. Due agili colonne scanalate reggono il timpano semicircolare, che incornicia il cristogramma IHS, sormontato da una croce.

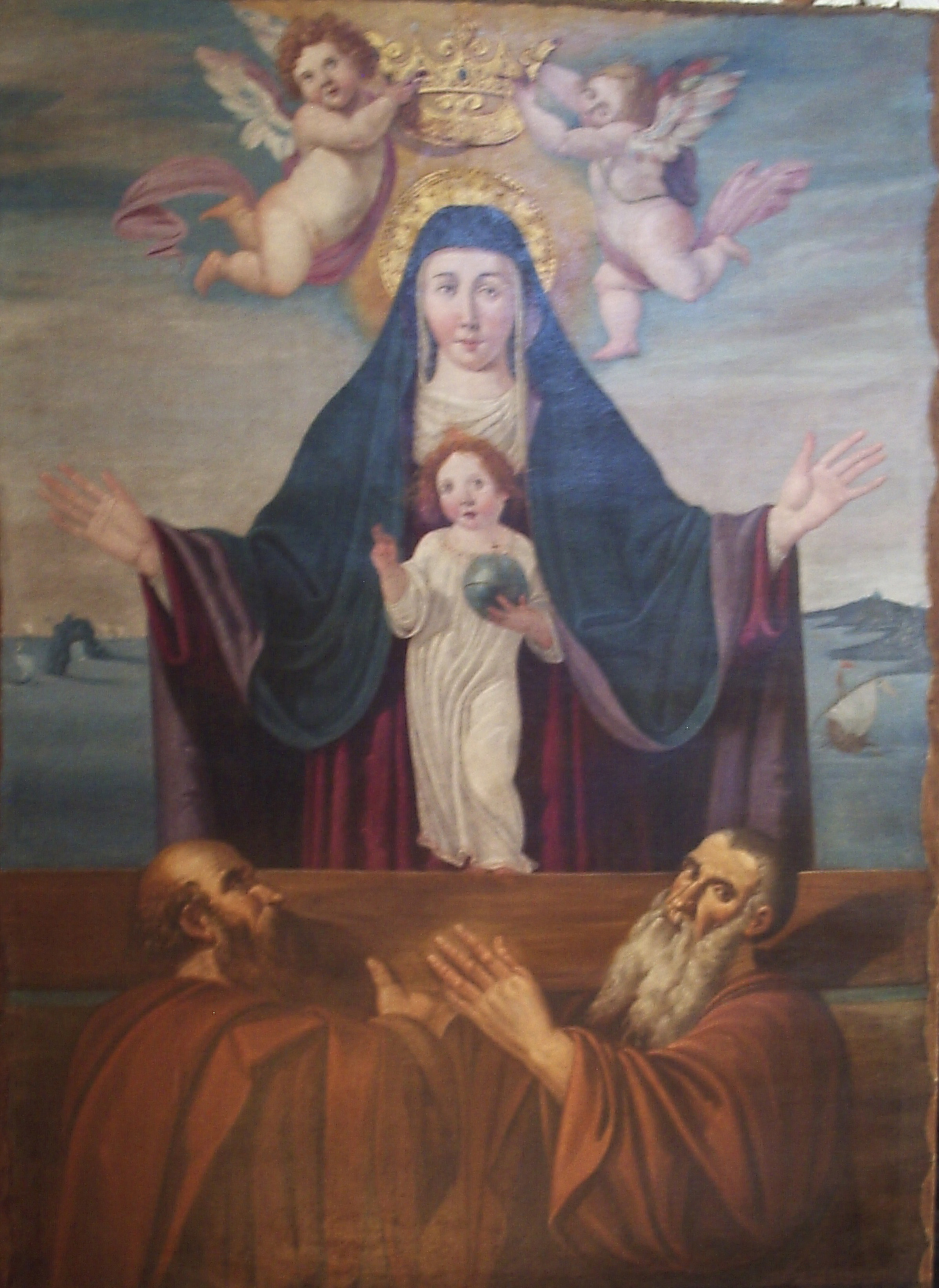
Il quadro raffigurante "L'apparizione della Madonna di Costantinopoli a due monaci", è posto all'interno dell'altare ligneo sul fianco destro della navata. Risale ai primi anni del XVII secolo e l'autore è ignoto. Popolarmente questa immagine è conosciuta come "Madonna dei Matti" e a lei ogni anno, la seconda domenica di maggio, si tributa una festa

La Madonna di Costantinopoli, una delle immagini mariane più venerate dal popolo nepesino, a cui ogni anno (la seconda domenica di maggio) si tributa la festa della Madonna "dei Matti", nome con il quale essa è "volgarmente" e popolarmente conosciuta. Dipinta su tela agli inizi del Seicento, essa raffigura l'apparizione della Vergine e del Bambino a due monaci in fuga da Costantinopoli, appena conquistata dai turchi. La tavola che i due religiosi recano sulle spalle, rappresenta infatti la cassa nella quale essi stanno portando in salvo l'icona dalla furia iconoclasta mussulmana. Sullo sfondo, la città di Vieste sul Gargano, assediata dalle navi saracene e miracolosamente salva per intercessione proprio della Vergine di Costantinopoli. L'opera è stata restaurata nel 2006 dall'Istituto di restauro della Provincia di Viterbo.
Dall'altro lato, l'altare dedicato a San Carlo Borromeo. Commissionato dalla famiglia nepesina dei Celsi, di cui si riconosce lo stemma sul basamento. In tutto e per tutto uguale al precedente altare, differisce però per una più semplice decorazione e per una doratura che lo ricopre quasi completamente, lasciando solo poche parti alla policromia. La tela raffigura San Carlo Borromeo orante, vestito in abiti cardinalizi. Lo affiancano due angeli. In alto una luce divina scende sulla testa del Santo, mentre dalle nuvole si affacciano altri angeli. L'opera, di ignoto artista, mostra tutta la sua semplicità sia compositiva che di esecuzione. Caratteristico è il ritratto del Santo, il quale aveva ricoperto in vita il ruolo di Amministratore Apostolico dell'allora Diocesi di Nepi e Sutri. Sempre sull'altare esiste un busto reliquiario di poco precedente, che un tempo custodiva la reliquia del Santo stesso e che in passato veniva portata in processione per le vie del quartiere.
Sempre nella chiesa, trovasi due altre tele di modeste dimensioni: La prima è una Sant'Orsola ed infine del XVIII secolo la tela raffigurante i Santi Crispino e Crispiniano, patroni dei calzolai.
Sulla controfacciata si trova la cantoria sorretta da due tozze colonne. Fu aggiunta durante i lavori di restauro condotti nel XIX secolo, probabilmente intorno al 1850, insieme con la facciata esterna. Su di essa un tempo era installato l'organo, risalente alla fine del XVII secolo, e che ad oggi avrebbe estremo bisogno di urgenti restauri.

#### Sagrestia
Nella Sagrestia o anche detta l'Oratorio, si nota tutto il corredo processionale appartenente alla Confraternita: Lo stendardo, la grande croce "a tronco", quella con tutti gli strumenti della passione di Cristo, il Crocifisso, ed i due lanternoni processionali, con lo stemma della Confraternita a coronamento. Ancora, su una parete della Sagrestia, si può ammirare un'altra tela, ancora una volta una decollazione del Battista, un tempo posta in sostituzione dell'attuale, sull'altare principale. L'autore è un certo Milani, artista attivo a Roma durante il XVIII secolo. L'opera molto deteriorata, è squarciata al centro, rendendo illeggibili le figure centrali.
Sulla porta verso la saletta del camino, un'altra tela realizzata dal Confratello Silvio Ottaviani, e donata alla Confraternita nel 2006. Della stessa mano è l'autoritratto con l'abito della Confraternita, visibile appena sotto la grande tela della decollazione.
L'intera pavimentazione, sia dell'aula della chiesa che degli ambienti annessi è quella originale in cotto del XVI secolo.

## Principali cerimonie ospitate nella chiesa
- Giovedì santo - L'Adorazione Eucaristica davanti all'Altare della Reposizione.
- Seconda Domenica di maggio - Festa della Madonna di Costantinopoli (detta "Madonna dei Matti").

Caratteristica processione dei ceri. Nel pomeriggio, la festa in piazza con il beverino dei soci.
- Domenica successiva il 24 giugno - Santa Messa della Natività di San Giovanni Battista.
- Domenica successiva il 29 agosto - Santa Messa del Martirio di San Giovanni Battista.
- 1º novembre - Santa Messa per la commemorazione dei defunti.
- Altri eventi e manifestazioni - La Chiesa ospita annualmente numerose mostre d'arte e concerti musicali.

## Galleria d'immagini

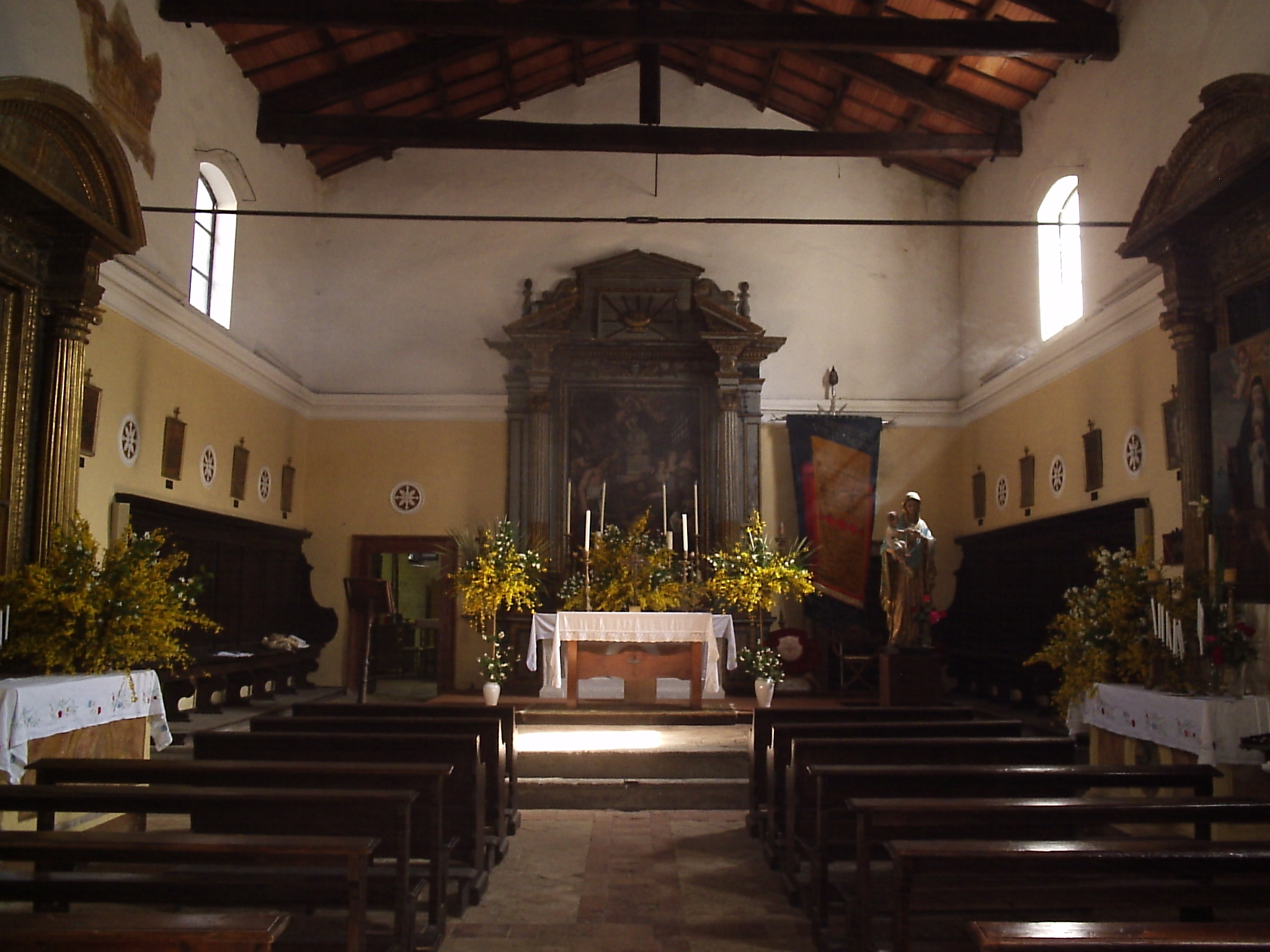
Interno della Chiesa di San Giovanni Decollato
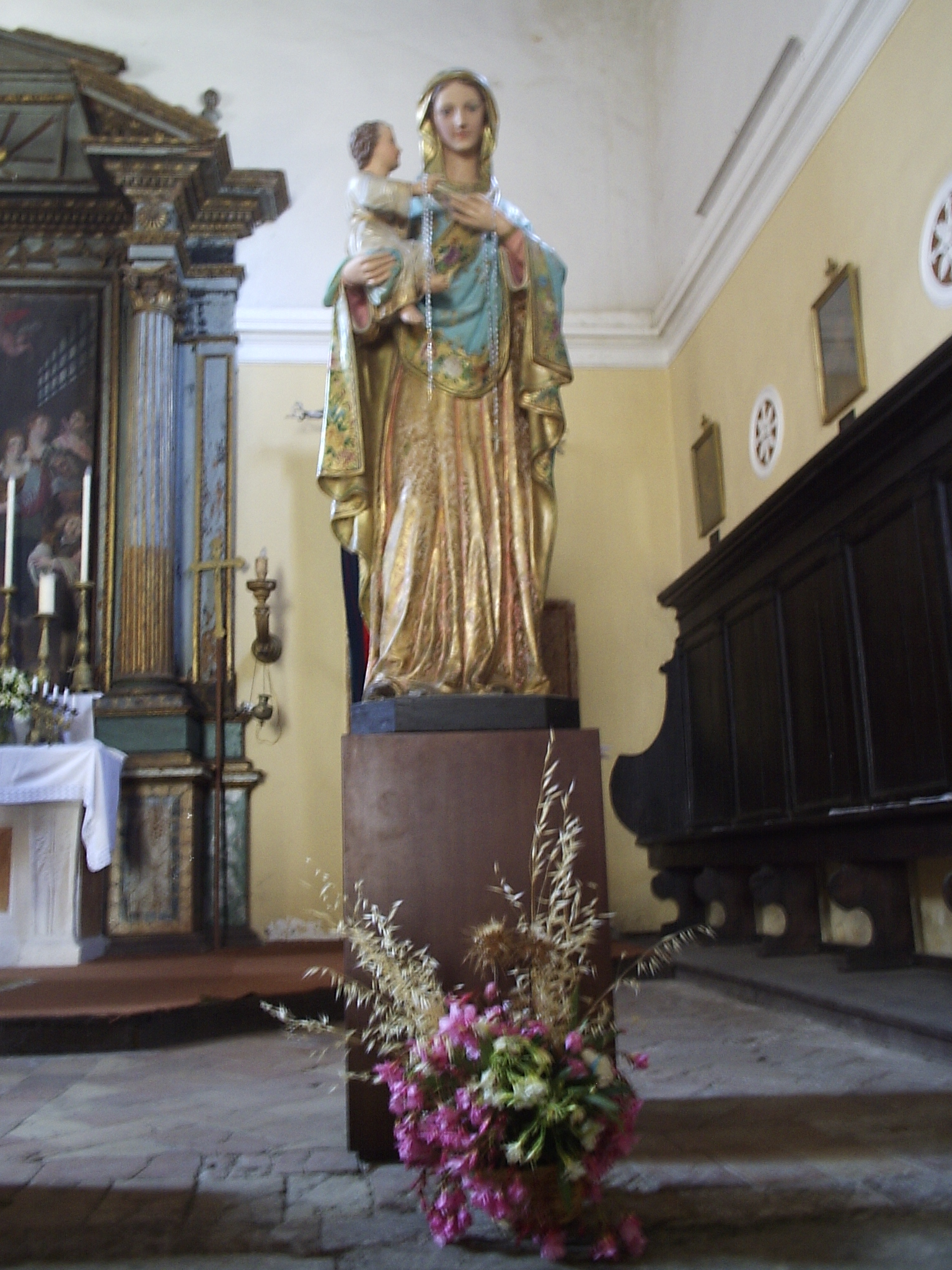
Statua in gesso (secolo XIX) della Madonna di "Santapace"
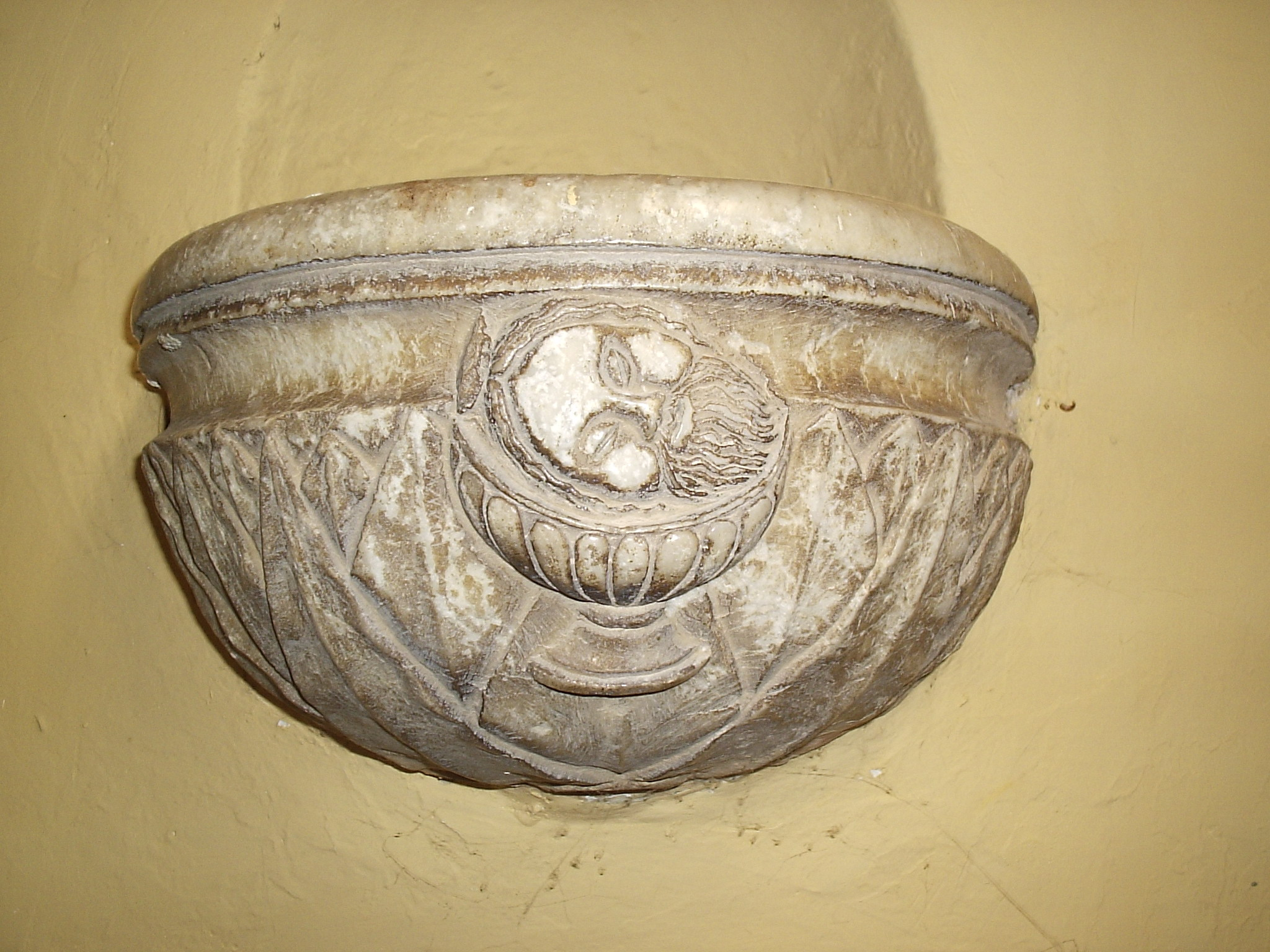
Acquasantiera in marmo, posta presso l'entrata secondaria della chiesa. La decorazione presenta foglie di acanto stilizzate ed al centro la testa del Battista, stemma della Confraternita di San Giovanni Decollato
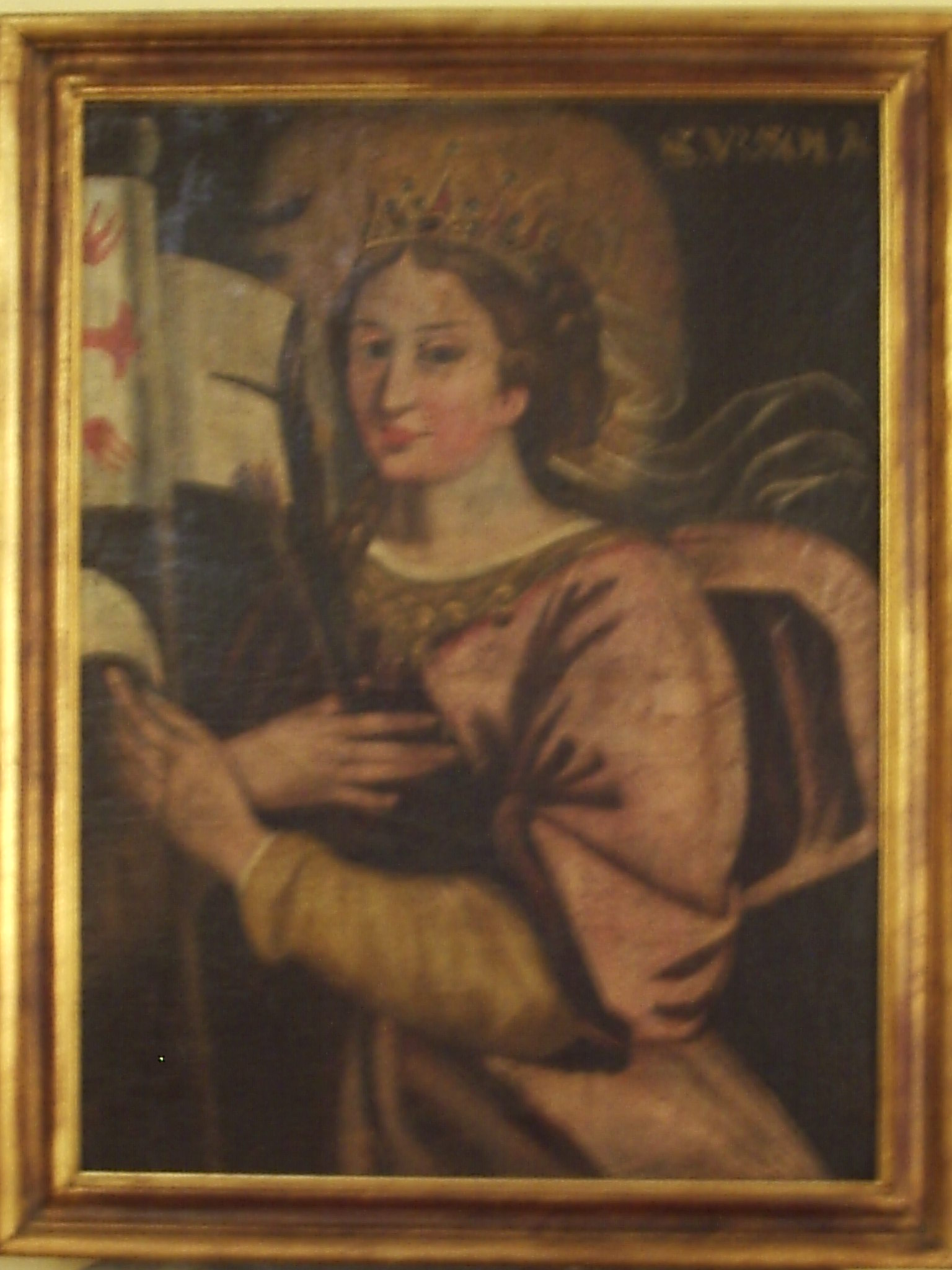
Sant'Orsola. Olio su tela
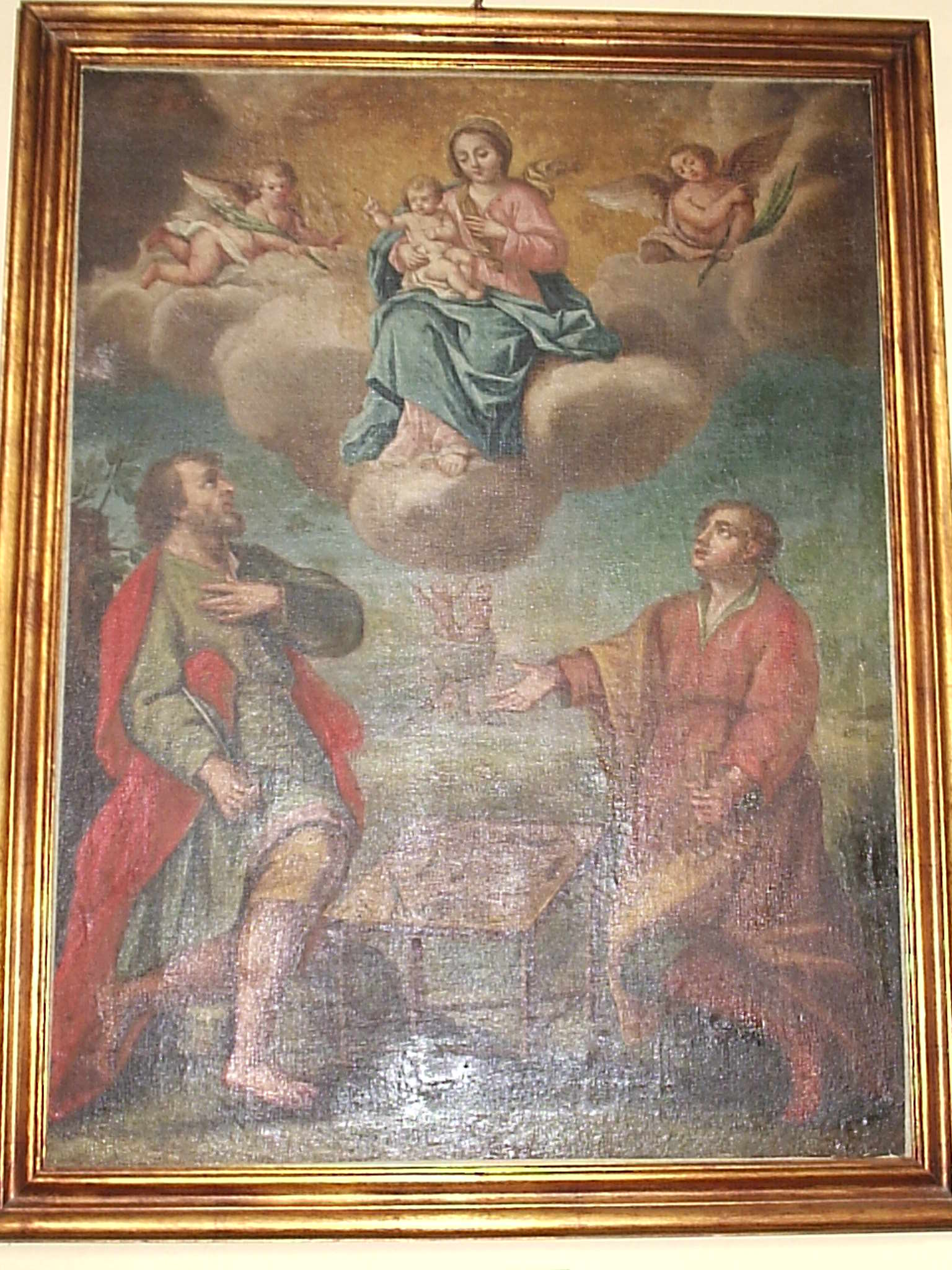
L'apparizione della Vergine col Bambino ai Santi Crispino e Crispiniano. Olio su tela. I due santi martiri, sono protettori dei calzolai. Tra i due infatti, su di un tavolinetto da lavoro, ci sono tutti gli strumenti del mestiere, tra cui si riconosce una scarpa. Sullo sfondo il martirio dei due santi
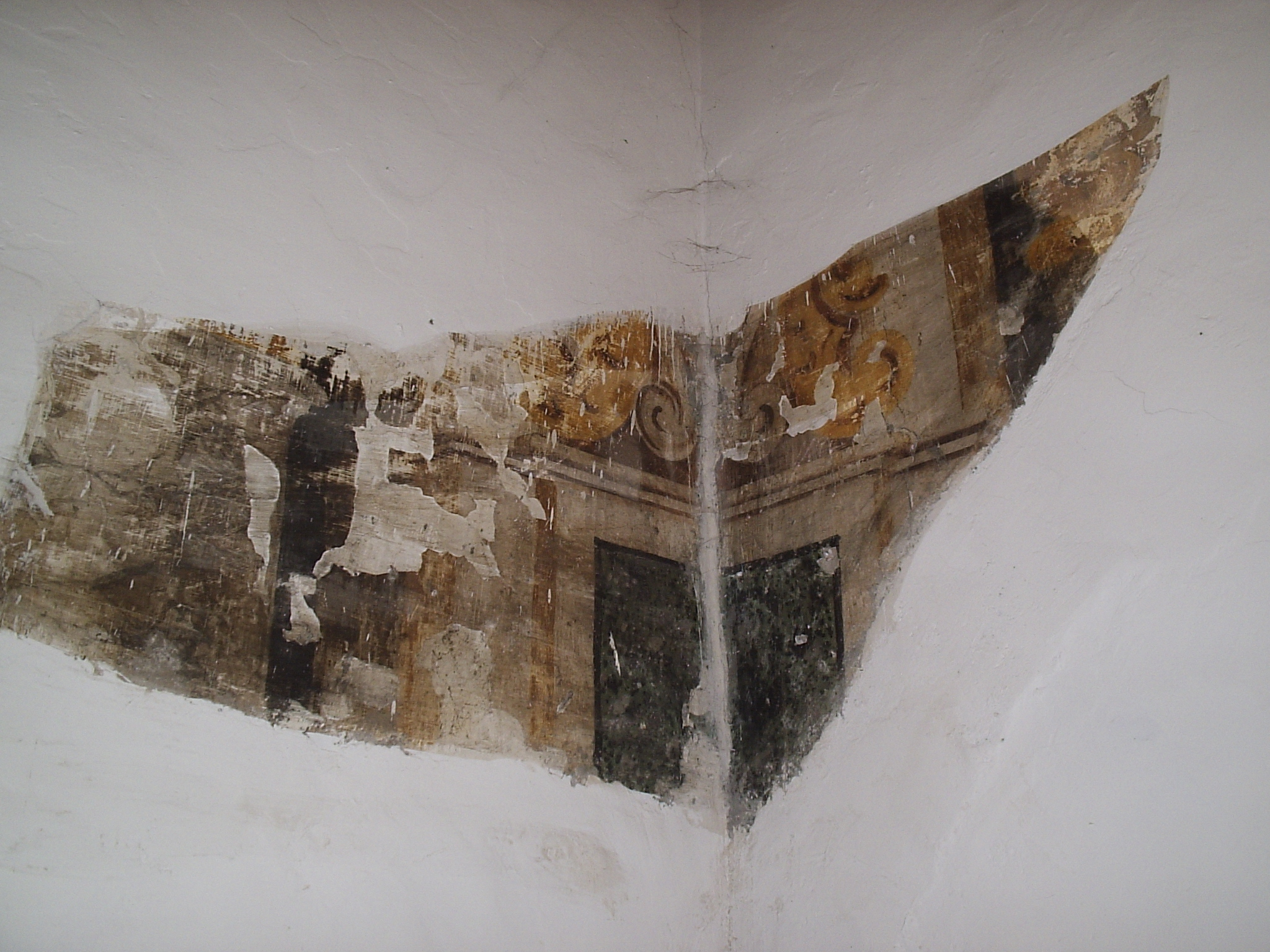
Resti della decorazione "a fresco" della seconda metà del Cinquecento, che un tempo si estendeva su tutte le pareti della chiesa. Elementi architettonici dipinti, probabilmente inquadravano scene forse della vita del Santo titolare. Qui notiamo una parasta angolare, affiancata da due colonne con capitello corinzio dorato